# 익비 한씨
익비 한씨(益妃 韓氏, 생몰년 미상)는 고려의 제31대 왕 공민왕의 제 3비로, 본관은 개성(開城)이다.

## 생애

### 가계
원래 성은 왕씨로, 본관은 개성이었다. 증조부는 화의군(和義君) 왕림(王琳)이며, 조부는 화의대군(和義大君) 왕거(王琚)이며, 부친은 덕풍부원군(德豊府院君) 왕의(王義)이고, 외조부는 미상이다. [ 高麗史 열전의 顯宗 왕자와 恭愍王 후비 참고 ]

### 왕비 책봉
1366년(공민왕 15년) 음력 10월 정축일 왕이 후사(後嗣)가 없어 판방암(板房庵)에 행차해 종실인 덕풍군(德豊君) 왕의(王義)의 딸과 우상시(右常侍) 안극인(安克仁)의 딸을 왕비로 맞아들였다.
1366년(공민왕 15년) 음력 12월 갑인일 왕씨(王氏)를 익비(益妃)에 봉하고, 한씨(韓氏) 성을 받았다.

### 왕비 시절
1367년(공민왕 16년) 음력 5월 경진일 왕이 익비(益妃)·정비(定妃)와 함께 고라리(高羅里)에 행차해 격구놀이를 구경했다.
1372년(공민왕 21년) 음력 10월, 정비 노국대장공주가 죽고 심질을 앓던 공민왕은 젊고 잘생긴 남자들을 모아놓은 자제위에게 자신의 왕비들을 강간하게 하고, 만약 아이가 잉태되면 공민왕 자신의 아이로 삼으려 하였다. 당시 혜비 이씨, 정비 안씨, 신비 염씨 등은 이 명령을 끝까지 거부하였으며 익비도 처음에는 이를 거부하였으나, 왕이 칼로 위협을 하여 어쩔 수 없이 관계를 가지게 되었다. 이후 자제위의 한안, 홍륜 등은 왕명을 빙자하여 계속해서 익비와 관계를 가졌고, 익비도 이에 못 이기는 척 하며 이들과 함께 했다. 한편 이때 익비와 관계를 가지라는 왕명을 끝까지 거역한 윤가관은 잠시동안 폐서인이 되기도 하였다.
1374년(공민왕 17년) 결국 홍륜의 아이를 임신하였다. 당시 내관 최만생이 익비의 임신 소식을 고하자 공민왕은 매우 기뻐하면서, 한편으로는 아이의 생부인 홍륜을 살해하기 위한 계획을 세웠다. 최만생은 이 일을 홍륜 무리에게 미리 발설하였고, 결국 음력 9월 22일 최만생과 홍륜 등은 공민왕을 시해하였다. 홍륜은 결국 이인임 관련 세력들에게 주살되었으며 익비는 이때(음력 10월 1일) 딸(홍륜의 유복녀)을 낳았다.
그 후 1376년(우왕 2년) 음력 12월 익비의 딸 홍씨는 대신들의 건의를 받은 우왕의 명으로 살해되었다.
《고려사》〈열전〉에 의하면, 창왕과 공양왕의 옹립 교서를 익비가 내린 것으로 되어 있다. 하지만 《고려사》〈세가〉에는 익비가 아닌 정비 안씨가 창왕과 공양왕, 조선 태조의 옹립 교서를 내린 것으로 되어 있어 기록상 혼란이 있다.
1390년(공양왕 2년) 음력 2월 계축일 공양왕으로부터 토지를 하사받았는데, 이것은 익비가 공양왕과 순비 노씨의 딸인 경화궁주를 익비의 친정에서 양육했기 때문이다.

### 사망과 후손
공민왕 사후 그녀의 다른 자세한 생애는 토지를 받은 사실 외에는 전하지 않으며, 생몰년이나 능지에 대한 기록 역시 남아있는 것이 없다.
공민왕과의 사이에서는 소생이 없었고, 홍륜과의 사이에서 낳은 딸 1명이 있으나 어릴 때 암살(살해)되었다.

## 가족 관계
- 아버지 : 왕의(王義, 생몰년 미상)
- 시아버지 : 제27대 충숙왕(忠肅王, 1294~1339, 재위:1313~1330, 1332~1339)
- 시어머니 : 공원왕후(恭元王后, 1298~1380)
  - 남편 : 고려 제31대 공민왕(恭愍王, 1330~1374, 재위:1351~1374)
    - 딸 : 홍씨(洪氏, 1374?~1376) - 홍륜과의 사이에서 낳은 딸

## 익비 한씨가 등장하는 작품

### 드라마
- 《개국》(KBS, 1983년~1983년 배우:최정실
- 《신돈》 - (MBC, 2005, 배우:이지은)
- 《정도전》 - (KBS, 2014, 배우:이소윤)

### 영화
- 《쌍화점》 - (2008, 배우: 송지효)